# Kathedrale von Saint-Brieuc

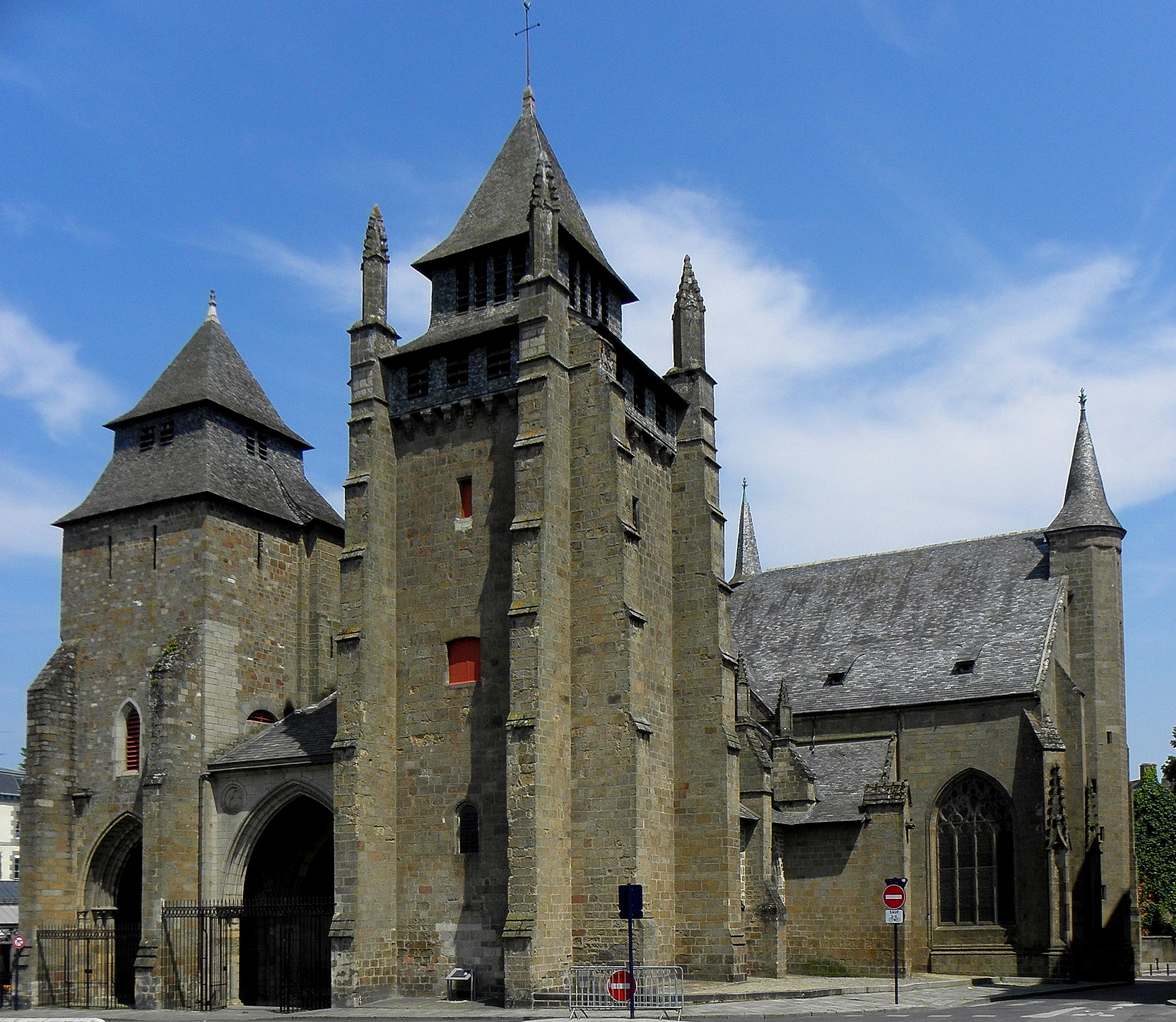
Kathedrale von Saint-Brieuc

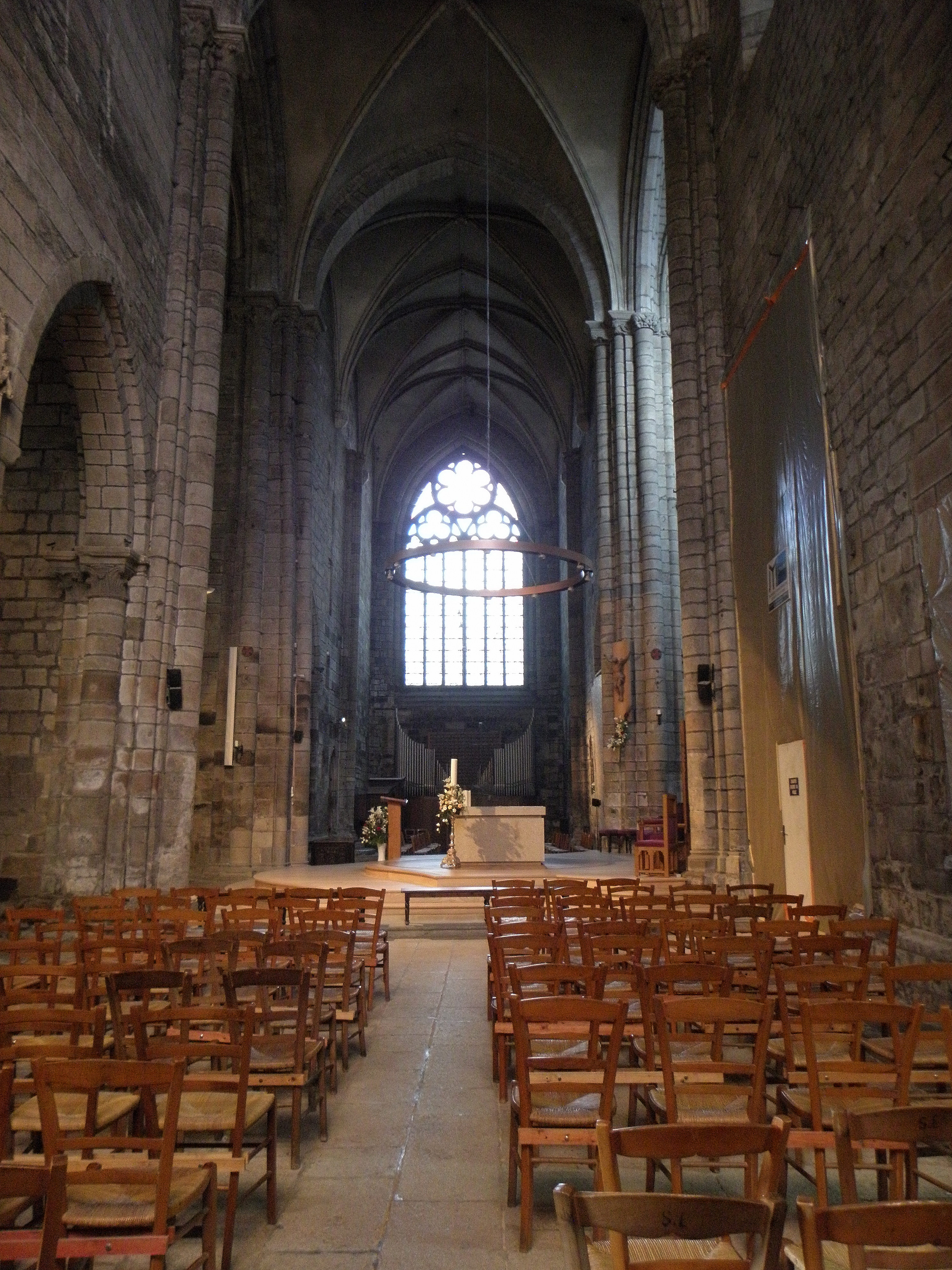
Innenraum

Die Kathedrale von Saint-Brieuc oder die Kathedralbasilika St. Stefan (französisch Basilique-Cathédrale Saint-Etienne de Saint-Brieuc) ist eine katholische Kirche in Saint-Brieuc in der Bretagne, Frankreich. Die Kathedrale des gleichnamigen Bistums ist dem hl. Stefanus geweiht und trägt den Titel einer Basilica minor. Das im 15. Jahrhundert fertiggestellte Bauwerk ist seit dem 30. Oktober 1906 ein historisches Denkmal. Sie ist eine der neun historischen Kathedralen in der Bretagne.

## Geschichte
Der Baubeginn war um 1180 in einem Sumpf auf Holzsäulen unter Bischof Geffroy de Hénon und das Gebäude war weit fortgeschritten, als Bischof Pierre 1212 am Fuße des Brieuc-Turms begraben wurde. Pierre hatte die Reliquien aus Saint-Brieuc im Oktober 1210 in die Stadt Angers gebracht. Die Arbeiten an der Westfassade des Gebäudes wurden unter Bischof Guillaume Pinchon fortgesetzt, von seiner Ankunft 1220 bis zu seinem Exil in Poitiers 1228, nach Pinchons Konflikt mit Pierre Mauclerc. Als er 1231 zurückkehrte, wurde auf der Südseite des Gebäudes eine Kapelle errichtet, die dem heiligen Mathurin geweiht war. Sein Wunsch war es, in der Kapelle begraben zu werden, was 1234 geschah. Das Werk wurde von Pinchons Nachfolger Philippe vor seiner Abreise ins Heilige Land 1248 abgeschlossen.
Mehr als hundert Jahre später erlitt die Kathedrale großen Schaden durch die Engländer während des zerstörerischen Krieges um die bretonische Erbfolge und dann durch einen Brand Ende 1353. Im frühen 15. Jahrhundert wurde die Kathedrale fertiggestellt und zwischen 1460 und 1472 begann Bischof John Prigent mit dem Bau der Verkündigungskapelle. Das Rosettenfensters des Kirchenschiffs datiert auf das Jahr 1728.
Im 19. und 20. Jahrhundert erfolgten viele wichtige Restaurierungen und Arbeiten, darunter die Reparatur des Gewölbes und die Arbeiten in den Buntglasfenstern. 1875 erhielt die Kirche durch Papst Pius IX. den Titel einer Basilica minor verliehen.

## Bauwerk
Die Kathedrale hat außen den Charakter einer Festungskirche und diese Funktion auch bei einigen Belagerungen erfüllt. Der zentrale Portikus wird von zwei stabilen Türmen flankiert: dem 28 m hohen Brieuc-Turm aus dem 14. Jahrhundert und dem 33 m hohen Marie-Turm aus dem 15. Jahrhundert, beide mit Schießscharten ausgestattet. Der Innenraum ist als Basilika auf einem kreuzförmigen Grundriss ausgeführt. Die Länge der Kathedrale beträgt bei sieben Jochen im Langhaus und zwei Jochen im Chor 74 Meter, die Breite im Querschiff 40 Meter. Die Gewölbe reichen 10 Meter hoch. Der Chor ist mit einem Umgang mit ursprünglich sieben Kapellen umgeben.

## Orgel

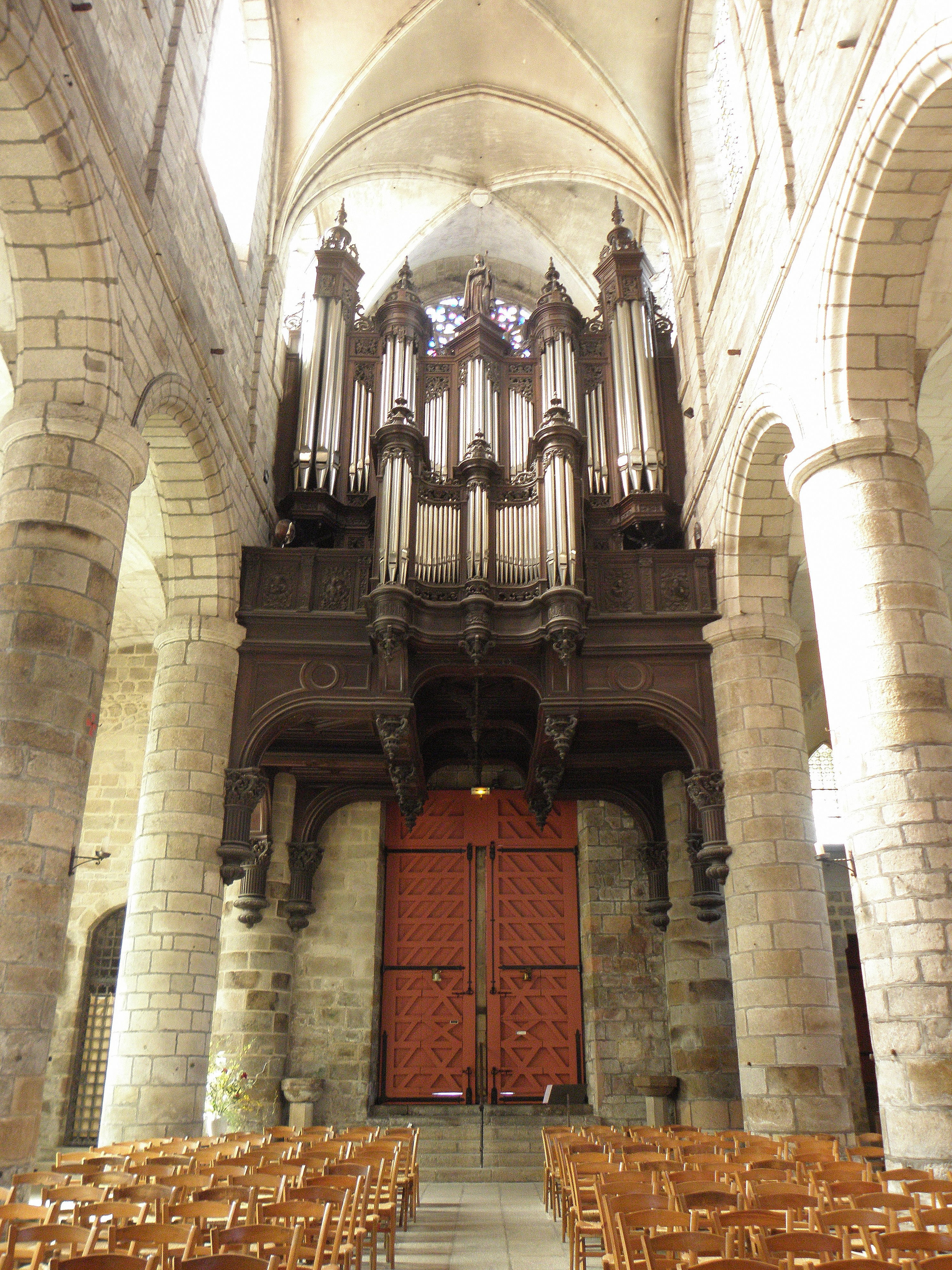
Orgelprospekt

Die Orgel wurde 1848 von Aristide Cavaillé-Coll in einem Gehäuse von 1540 erbaut. Nach einem Blitzscheinschlag wurde das Instrument 1852 von Cavaillé-Coll repariert, die Windlade sowie die Schwelltüren des Récit erneuert und auf den heutigen Tonumfang erweitert. Ursprünglich besaß das Récit nur einen Umfang von c0 bis f3.  Außerdem fügte Cavaillé-Coll ein viertes Manual hinzu, änderte die Manualzuordnung, stattete das zweite Manual mit einer Barkermaschine aus, baute im zweiten Manual ein einzelnes durchschlagendes Zungenregister, das per Fußtritt aktiviert wird, ein und fügte zwei weitere Register hinzu. Bei einem weiteren Umbau durch Cavaillé-Coll, 1872, wurden Fourniture und Cymbale im Rückpositiv zusammengeführt und auf dem frei gewordenen Stock Unda maris 8' ergänzt. 1947 erfolgte ein Umbau durch Pleyel, der die Spieltraktur elektrifizierte – während die Registertraktur mechanisch blieb – und die Disposition dem Zeitgeschmack anpasste. 1988 wurde das Instrument von Jean Renaud aus Nantes auf den Zustand von 1872 zurückgeführt.
Das Instrument hat 41 Register auf vier Manualwerken und Pedal. Das 2. Manual am Spieltisch dient als Koppelmanual.
| I Positif C-f3 |                  |    |
| 01.            | Bourdon          | 8' |
| 02.            | Flûte harmonique | 8' |
| 03.            | Salicional       | 8' |
| 04.            | Unda Maris       | 8' |
| 05.            | Prestant         | 4' |
| 06.            | Doublette        | 2' |
| 07.            | Plein-Jeu III    |    |
| 08.            | Trompette        | 8' |
| 09.            | Clairon          | 4' |
| 10.            | Cromorne         | 8' |

| II Clavier C-f3 |              |    |
| 11.             | Voix humaine | 8' |

| III Grand Orgue C-f3 |                  |        |
| 12.                  | Montre           | 16'    |
| 13.                  | Bourdon          | 16'    |
| 14.                  | Montre           | 08'    |
| 15.                  | Bourdon          | 08'    |
| 16.                  | Flûte harmonique | 08'    |
| 17.                  | Viole de gambe   | 08'    |
| 18.                  | Prestant         | 04'    |
| 19.                  | Duciana          | 04'    |
| 20.                  | Quinte *         | 02 ⁄3' |
| 21.                  | Doublette *      | 02'    |
| 22.                  | Plein-Jeu V *    |        |
| 23.                  | Cornet V         |        |
| 24.                  | Bombarde *       | 16'    |
| 25.                  | Trompette *      | 08'    |
| 26.                  | Basson *         | 08'    |
| 27.                  | Clairon *        | 04'    |

| IV Récit expressif C-f3 |                   |    |
| 28.                     | Flûte traversière | 8' |
| 29.                     | Viole de gambe    | 8' |
| 30.                     | Voix céleste      | 8' |
| 31.                     | Flûte octaviante  | 4' |
| 32.                     | Octavin *         | 2' |
| 33.                     | Trompette *       | 8' |
| 34.                     | Basson-hautbois * | 8' |
| 35.                     | Voix humaine *    | 8' |

| Pédale C-d1 |             |     |
| 36.         | Flûte       | 16' |
| 37.         | Flûte       | 08' |
| 38.         | Flûte       | 04' |
| 39.         | Bombarde *  | 16' |
| 40.         | Trompette * | 08' |
| 41.         | Clairon *   | 04' |

Die mit * markierten Register zählen zu den Jeux de combinaison.
- Koppeln: I/II, III/II, IV/II, II/P (durchkoppelnd)
- Einführungstritte für Éoline (Voix humaine des II. Manuals), Cornet, Anches Récit, Anches G.O., Anches Pédale
- Octaves graves (II. Manual), Donner